# Seznam senatorjev 11. parlamenta Kraljevine Italije
Seznam senatorjev 11. parlamenta Kraljevine Italije je urejen po letu imenovanja.

## 1870
- Carlo Alfieri di Sostegno
- Filippo Bonacci
- Francesco Calcagno
- Marcello Cerruti
- Giuseppe Cianciafara
- Niccolò Cusa
- Federigo De Larderel
- Alessandro Di Monale
- Filippo Andrea Doria Pamphili
- Maurizio Gerbaix de Sonnaz
- Ignazio Guiccioli
- Giuseppe Lunati
- Giuseppe Angelo Manni
- Luigi Mezzacapo
- Baldassarre Mongenet
- Cataldo Nitti
- Costanzo Norante
- Francesco Pallavicini
- Zenobi Pasqui
- Agostino Petitti Bagliani di Roreto
- Giuseppe Piacentini
- Giuseppe Ponzi
- Carlo Possenti
- Augusto Riboty
- Pietro Rosa

## 1871
- Guglielmo Acton
- Ferdinando Andreucci
- Pasquale Atenolfi
- Carlo Bombrini
- Francesco Borgatti
- Gioacchino Boyl di Putifigari
- Raffaele Cadorna
- Stanislao Cannizzaro
- Gioacchino Cutinelli
- Galeazzo Di Bagno
- Luigi Ferraris
- Giuseppe Garzoni
- Ignazio Larussa
- Carlo Maggiorani
- Agostino Magliani
- Achille Mauri
- Giuseppe Panattoni
- Francesco Paolo Perez
- Giuseppe Salvatore Pianell
- Diego Pignatelli
- Luigi Porta
- Marco Tabarrini
- Vittorio Emanuele Taparelli d'Azeglio
- Francesco Vitelleschi Nobili
- Vittorio Zoppi

## 1872
- Giulio Bellinzaghi
- Angiolo Bo
- Marco Boncompagni Ludovisi Ottoboni
- Guido Borromeo
- Filippo Brignone
- Antonio Carra
- Luigi Agostino Casati
- Raffaele Cassitto
- Enrico Cosenz
- Gennaro De Filippo
- Carlo Figoli
- Gaspare Finali
- Ignazio Genuardi
- Giovanni Battista Giorgini
- Ercole Lanza di Trabia
- Raffaele Santanello
- Camillo Trombetta
- Giovanni Visone

## 1873
- Aleardo Aleardi
- Damiano Assanti
- Giuseppe Borsani
- Gaspare Cavallini
- Tommaso Corsi
- Marcello Costamezzana
- Niccolò Danzetta
- Fedele De Siervo
- Fedele Lampertico
- Giuseppe Lauria
- Giovanni Morelli
- Diomede Pantaleoni
- Domenico Peranni
- Matteo Pescatore
- Giuseppe Pica
- Giovanni Ricci
- Luigi Settembrini
- Riccardo Sineo
- Leopoldo Valfrè di Bonzo
- Carlo Verga